# Lorenzo Villoresi
Lorenzo Villoresi (Firenze, 5 aprile 1956) è un profumiere e imprenditore italiano.

## Biografia
Dopo essersi laureato in filosofia antica e filologia biblica con il professor Francesco Adorno, di ritorno da un viaggio a Il Cairo in Egitto nel 1981 decide di intraprendere la carriera di profumiere. Aprì la propria maison nel 1990 a Firenze, dopo esser stato contattato da Anna e Carla Fendi.
Le sue creazioni appartengono alla cosiddetta profumeria di nicchia, passando dalle fragranze personalizzate a quelle prodotte per grandi marchi, come Forever Now creato nel 2005 per Gucci.
Villoresi ha vinto il prestigioso premio dedicato a François Coty nel 2006 e il prix Flair de Parfum di Vienna nel 2015.

## Opere
- Lorenzo Villoresi, Il Profumo: Cultura, storia e tecniche, Firenze, Ponte alle Grazie, 1995, ISBN 88-7928-271-9.
- Lorenzo Villoresi, L'arte del bagno. Ricette e segreti per la cura, il piacere, la bellezza, Firenze, Ponte alle Grazie, 1996, ISBN 88-7928-550-5.
- Lorenzo Villoresi, Il Mondo del Profumo, Milano, Rizzoli Editore, 1997.
- Lorenzo Villoresi, L'arte del bagno: una guida al più sensuale rito del corpo, Firenze, Ponte alle Grazie, 2001, ISBN 88-7928-340-5.